# ТЕЦ Карагандинського металургійного комбінату
ТЕЦ Карагандинського металургійного комбінату — складова металургійного виробничого майданчика, який діє у Карагандинській області Казахстану.
Станція почала роботу в 1959-му та до 1970-го отримала вісім парових котлів продуктивністю по 220 тонн пари на годину від Таганрозького котельного заводу — шість типу ТП-13 (станційні номери 1 — 6) та два типу ТП-13Б (номери 7 та 8). При цьому ввели в дію шість парових турбін — дві виробництва Уральського турбомоторного заводу типів ВПТ-25-4 потужністю 25 МВт (1959, станційний номер 3) та типу Р-6-90/31 потужністю 6 МВт (1960, номер 2), дві від Ленінградського металічного заводу типу ПТ-60-90/13 потужністю по 60 МВт (1960, номери 4 та 5) та дві від Калузького турбінного заводу потужністю по 12 МВт типів Р-12-90/31М (1970, номер 6) та Р-12-35/5М (1971, номер 7). Турбіна зі станційним номером 1 так і не була встановлена. Та
Не пізніше середини 1980-х турбіну № 3 модернізували до типу  ПТ-30-90/10 з потужністю 30 МВт, що збільшило номінальну потужність ТЕЦ з 175 МВт до 180 МВт.
Турбіна № 7 була розрахована на роботу від котлів-утилізаторів, проте станом на середину 1980-х пар цих котлів в основному використовували для інших потреб, а тому турбіна № 7 майже не працювала. Взагалі на той час через дефіцит парової потужності не використовувалось близько 100 МВт електричної потужності.
Не пізніше 2003 року турбіна № 3 була замінена на турбіну типу ПТ-65/75-90/13 потужністю 65 МВт.
В 2008-му списали турбіну № 6, а в 2010-му вивели з експлуатації турбіну № 5. Втім, вже у 2014-му турбіна № 5 після повномасштабного відновлення повернулась до роботи. У 2016-му закінчили аналогічне відновлення турбіни № 4.
В якийсь момент також вивели турбіну № 7, так що станом на 2021 рік електрична потужність станції становила 192 МВт, що забезпечують турбіни № 2, № 3, № 4 та № 5 потужністю 6 МВт, 65 МВт, 60 МВт та 60 МВт відповідно. Фактична потужність при цьому становила 96 МВт. Номінальна та теплова потужність ТЕЦ рахувались як 438 Гкал/год та 284 Гкал/год.
В 2021 році розпочались роботи по заміні котла № 1 на новий від Подольського котельного заводу з продуктивністю 250 тонн пари на годину. Станом на листопад 2022 року роботи зі встановлення були виконані на 60 %.
Окрім виробництва електроенергії ТЕЦ забезпечує металургійний комбінат гарячою водою, технологічним паром, стисненим повітрям для доменних печей, хімічно очищеною водою. Крім того, частина теплової енергії постачається до східної частини міста Теміртау.
Як паливо станція використовує вугілля та вторинні горючі гази металургійного виробництва (коксовий, доменний).
Для видалення продуктів згоряння звели три труби — дві висотою по 100 метрі (№ 1 та № 2) та одна заввишки 250 метрів (№ 3). Станом на 2021 рік велись роботи по будівництву нової труби № 1 з висотою 150 метрів.
Водопостачання станції забезпечує Самаркандське водосховище на річці Нура. До спорудження власного цеху хімічної очистки води частину води отримували з каналу Іртиш — Караганда.